# Tinha negra
Tinha negra ou tinea nigre é uma micose superficial benigna caracterizada por manchas marrons ou negras (máculas hiperpigmentadas) superficiais, indolores e sem inflamação causadas pelo fungo Hortaea werneckii. Podem ser encontradas em todo o mundo, não é comum seu diagnóstico, mas são mais comuns em países tropicais e subtropicais. Aparecem em indivíduos saudáveis, geralmente na palma da mão ou no pé.

## Causa
O Hortaea werneckii pertence a classe dos Euascomycetes, orden Dothideales, família Dothioraceae. Pode ser transmitido por contato, não é invasivo, é mais visível na pele branca, podem causar manchas únicas ou pequeno número, não causa coceira (prurito), não costuma ter recorrência e é um problema basicamente estético. 

## Diagnóstico
Pode ser identificado por raspado com bisturi, limpeza com hidróxido de potássio e cultivo a temperatura ambiente em ágar Sabouraud com glucose e cloranfenicol ou ágar Mycosel durante 30 dias. É importante o cultivo e diagnóstico para diferenciar de outras manchas malignas como melanoma, nevus funcional, sífilis, doença de Addison ou Eritema tóxico.

## Tratamento
Existem muitas opções de pomadas antifúngicas possíveis como tintura de iodo a 1%, ácido salicílico a 3%, unguento de Whitfield, miconazol, cetoconazol, itraconazol, fluconazol e terbinafina.